# Cao Tùng Hối
Cao Tùng Hối (giản thể: 高从诲; phồn thể: 高從誨; bính âm: Gāo Cónghùi) (891-1 tháng 12, 948), gọi theo thụy hiệu là Nam Bình Văn Hiến Vương (南平文獻王), tên tự Tuân Thánh (遵聖), là quân chủ từ năm 929 đến năm 948 của nước Kinh Nam (còn gọi là Nam Bình) thời Ngũ Đại Thập Quốc tại Trung Quốc.

## Bối cảnh
Khi sinh ra, hoặc một thời gian ngắn sau đó, có lẽ ông mang họ Chu do cha ông là Cao Quý Xương trở thành con nuôi của Chu Hữu Nhượng (朱友讓), Nhượng lại là con nuôi của Tuyên Vũ tiết độ sứ Chu Toàn Trung. (Cao Quý Xương đổi sang họ Cao vào khoảng sau năm 903.) Mẹ của Cao Tùng Hối là phu nhân họ Trương, bà được Cao Quý Xương yêu mến. Ông là trưởng tử của Cao Quý Xương.
Sau khi Cao Quý Xương được bổ nhiệm làm Kinh Nam tiết độ sứ, và sau khi Chu Toàn Trung soán Đường mà lập nên triều Hậu Lương, có vẻ như Cao Quý Xương đưa Cao Tùng Hối đến kinh thành Lạc Dương phụng sự triều đình, và sau đó ông trở thành Yên bí khố phó sứ, tức quản lý kho vật tư cho kỵ binh. Trong một lần, khi ông có cơ hội về thăm cha tại Kinh Nam, cha của ông đã giữ ông lại và bổ nhiệm ông là Kinh Nam nha nội đô chỉ huy sứ. Vào lúc phụng sự tại kinh thành Hậu Lương hoặc sau khi trở về Kinh Nam, Cao Tùng Hối lần lượt đảm nhiệm các chức vụ Hào châu thứ sử và Quy châu thứ sử.
Hậu Đường tiêu diệt Hậu Lương vào năm 923, Cao Quý Xương đổi tên thành Cao Quý Hưng do húy kỵ, đến năm 925, Hậu Đường Trang Tông cùng với chư hầu là Nam Bình vương Cao Quý Hưng tiến công tiêu diệt nước Tiền Thục. Trong chiến dịch, Cao Quý Hưng được phân công đánh chiếm ba châu đông bộ của Hậu Thục sát với biên giới Kinh Nam, đó là Quỳ châu, Trung châu, và Vạn châu (nay đều thuộc Trùng Khánh). Cao Quý Hưng cho Hành quân tư mã Cao Tùng Hối tạm quyền cai quản quân phủ sự của Kinh Nam còn bản thân thì tây tiến, song chiến bại trước tướng Tiền Thục là Trương Vũ (張武) và buộc phải trở về Giang Lăng. (Trương Vũ sau đó dâng lãnh thổ của mình đầu hàng tướng Lý Kế Ngập của Hậu Đường.)
Năm 926, Hậu Đường sau khi thôn tính được Hậu Thục thì bản thân lại chìm trong nội loạn, Hậu Đường Trang Tông bị sát hại trong một cuộc binh biến tại Lạc Dương, Lý Tự Nguyên trở thành hoàng đế, tức Hậu Đường Minh Tông. Cao Quý Hưng thỉnh cầu xin được giao cho ba châu Quỳ, Trung, Vạn, Hậu Đường Minh Tông thoạt đầu thì chấp thuận. Tuy nhiên, sau khi triều đình bác bỏ yêu cầu của Cao Quý Hưng là để tự mình bổ nhiệm thứ sử các châu này, Cao Quý Hưng dùng vũ lực đoạt lấy Quỳ châu — trên thực tế có nghĩa là nổi dậy chống triều đình Hậu Đường. Cao Tùng Hối liên tục khuyên can cha không làm phản, song Cao Quý Hưng không nghe theo. Sau đó, trong lúc kháng cự một đội quân Hậu Đường tiến đến, Cao Quý Hưng quay sang quy phục Ngô, Ngô thoạt đầu từ chối song sau đó lại chấp thuận. Ngô đế Dương Phổ trao cho Cao Tùng Hối chức Trung Nghĩa tiết độ sứ, chức vụ mang tính danh nghĩa vì thực ra nơi này khi đó nằm dưới quyền kiểm soát của Hậu Đường; Dương Phổ cũng ban cho ông danh hiệu tể tướng là 'Đồng bình chương sự'.

## Trị vì

### Thời Hậu Đường
Tháng 12 ÂL năm Mậu Tý, Cao Quý Hưng lâm bệnh, Cao Tùng Hối được giao tạm quyền quản lý quân phủ. Cao Quý Hưng mất ngày Bính Thìn (15) cùng tháng (tức 28 tháng 1 năm 929). Dương Phổ bổ nhiệm Cao Tùng Hối làm Kinh Nam tiết độ sứ, kiêm Thị trung.
Sau khi nắm quyền quản lý Kinh Nam, Cao Tùng Hối cho rằng cho rằng Đường gần mà Ngô thì xa, thần phục nước ở xa không phải là sách lược đúng. Do đó, thông qua láng giềng phương nam là Sở vương Mã Ân, Cao Tùng Hối tạ tội với Hậu Đường, và cũng viết thư cho Sơn Nam Đông đạo tiết độ sứ An Nguyên Tín (安元信) của Hậu Đường. Ngày Bính Thân (28) tháng 5 (tức 7 tháng 7), An Nguyên Tín đưa thư của Cao Tùng Hối cho Hậu Đường Minh Tông, Hậu Đường Minh Tông chấp thuận. Ngày Canh Thân (23) tháng 6 (tức 31 tháng 7), Cao Tùng Hối tự xưng tiền Kinh Nam hành quân tư mã, Quy châu thứ sử, thượng biểu cho Hậu Đường Minh Tông cầu nội phụ. Ngày Giáp Thân (17) tháng 7 (tức 24 tháng 8), Hậu Đường Trang Tông bổ nhiệm Cao Tùng Hối là Kinh Nam tiết độ sứ, kiêm Thị trung; đến ngày Kỷ Sửu (22) cùng tháng (tức 29 tháng 8) thì bãi Kinh Nam chiêu thảo sứ. Tháng 3 ÂL năm sau, Cao Tùng Hối cũng sai sứ phụng biểu đến Ngô, giải thích rằng phần mộ tổ tiên còn ở Trung Quốc [tức Hậu Đường] nên sợ quân Đường làm hại, quân Ngô cho là bất cập nên tạ tuyệt. Ngô cho quân tiến đánh Kinh Nam, song không chiếm được.
Ngày Bính Tuất (27) tháng 1 năm Tân Mão (17 tháng 2 năm 931), Hậu Đường Trang Tông cho Cao Tùng Hối kiêm Trung thư lệnh. Tháng 2 ÂL năm sau, Hậu Đường Trang Tông ban cho Cao Tùng Hối tước Bột Hải vương. Ngày Nhâm Thìn (21) tháng 1 năm Giáp Ngọ (7 tháng 2 năm 934), Hậu Đường Mẫn Đế phong Cao Tùng Hối tước Nam Bình vương — cũng là tước hiệu mà Cao Quý Hưng từng được phong khi xưa.
Cao Tùng Hối là người thông minh, thông tình đạt lý, khiêm tốn và sẵn sàng lắng nghe người khác. Ông đặc biệt tin tưởng Lương Chấn (梁震), đối đãi như huynh. Lương Chấn thường gọi Cao Tùng Hối là lang quân. Có một lần khi người dân truyền tin tức đến ông về lối sống thích xa hoa mĩ lệ của Sở vương Mã Hi Phạm. Thoạt đầu, Cao Tùng Hối nói với liêu tá rằng "như Mã vương mới đáng là đại trượng phu." Tôn Quang Hiến (孫光憲) đáp lại:
Lễ thiên tử, chư hầu có sự khác biệt. Đứa trẻ ranh mùi hôi sữa kia kiêu ngạo xa xỉ, có được khoái lạc nhất thời, không lo cho lâu dài, nguy vong sẽ không lâu nữa, sao đáng để mộ theo.

Một thời gian sau, Cao Tùng Hối hiểu ra, nói với Lương Chấn "Ta tự niệm bình sinh phụng dưỡng, xưa nay đã quá mức." Do đó, ông chấm dứt việc sử dụng các đồ xa xỉ, và lấy kinh sử làm niềm vui. Ông cũng khoan dung trong việc trừng phạt và không áp thuế quá nặng, người dân trong cương giới yên ổn. Lương Chấn cho rằng quốc gia đang ở trong trạng thái tốt đẹp, xin được thoái cư, Cao Tùng Hối không thuyết phục được nên chấp thuận, xây nhà cho Lương Chấn, tặng cho nhiều quà. Lương Chấn cũng đôi khi đến thăm Cao Tùng Hối và cho ông lời khuyên. Sau đó, Cao Tùng Hối giao phó chính sự cho Tôn Quang Hiến.
Năm 936, cho rằng người nhiếp chính của nước Ngô là Từ Tri Cáo muốn soán vị, Cao Tùng Hối khiển sứ dâng thư, khuyên người này tức đế vị. Năm 937, Từ Tri Cáo soán Ngô, khởi đầu Nam Đường, đổi tên thành Lý Biện. Sau đó, Cao Tùng Hối dâng biểu thỉnh được dựng 'để' (邸, tức dinh) ở thủ đô Kim Lăng của Nam Đường, Lý Biện chấp thuận.

### Thời Hậu Tấn
Hậu Tấn thay thế Hậu Đường vào đầu năm 937 theo dương lịch, đến năm 941, Sơn Nam Đông đạo tiết độ sứ An Tùng Tiến (安從進) của Hậu Tấn mưu phản, cho sứ cầu viện cả Hậu Thục và Kinh Nam, Mạnh Sưởng của Hậu Thục từ chối, Cao Tùng Hối viết thư phân tích họa phúc cho An Tùng Tiến. An Tùng Tiến tức giận, vu cáo với Hậu Tấn Cao Tổ rằng Cao Tùng Hối lên kế hoạch mưu phản. Theo ý của Hành quân tư mã Vương Bảo Nghĩa (王保義), Cao Tùng Hối thuật lại sự việc cho Hậu Tấn Cao Tổ, xin được phát binh hiệp trợ triều đình thảo phạt An Tùng Tiến. Đến khi An Tùng Tiến thực sự làm phản, tháng 12 ÂL, Cao Tùng Hối cho vài nghìn thủy quân đi hiệp trợ, tướng Cao Hành Chu (高行周) của Hậu Tấn. Cao Hành Chu sau đó đánh bại An Tùng Tiến, An Tùng Tiến tự sát. Sau chiến dịch, Cao Tùng Hối thỉnh cầu với Hậu Tấn Xuất Đế Thạch Trọng Quý để xin được giao cho Dĩnh châu, song Hậu Tấn Xuất Đế từ chối.

### Thời Liêu và Hậu Hán
Đầu năm 947 theo dương lịch, vua Thái Tông của Khiết Đan chiếm được Khai Phong và buộc Hậu Tấn Xuất Đế phải đầu hàng, kết thúc triều Hậu Tấn. Thái Tông hoàng đế tuyên bố mình là hoàng đế của Trung Quốc, xưng là triều Liêu, và ban đầu, các tiết độ sứ của Hậu Tấn quy phục triều đại mới. Cao Tùng Hối cũng làm như vậy, ông cho sứ giả nhập cống Khiết Đan, Khiết Đan lại cho sứ ban ngựa cho ông. Cao Tùng Hối cũng cho sứ đến chỗ Hà Đông tiết độ sứ Lưu Tri Viễn khuyến tiến. Ông hứa sẽ hiệp trợ Lưu Tri Viễn với điều kiện sau này Dĩnh châu thuộc về mình, Lưu Tri Viễn chấp thuận.
Sau khi người Khiết Đan triệt thoái về bắc, Hậu Hán Cao Tổ Lưu Tri Viễn tiến vào Khai Phong Hậu Hán Cao Tổ cử sứ giả cáo dụ Kinh Nam, Cao Tùng Hối dâng biểu chúc mừng, đồng thời cầu Dĩnh châu. Hậu Hán Cao Tổ từ chối, và sau đó khi Hậu Hán Cao Tổ khiển sứ đến để gia ân cho Cao Tùng Hối, ông không nhận. Khi Tiết độ sứ Đỗ Trọng Uy (杜重威) phản lại triều đình tại Thiên Hùng, Cao Tùng Hối thừa cơ cho vài nghìn thủy quân tấn công Sơn Nam Đông đạo, song bị Tiết độ sứ An Thẩm Kỳ (安審琦) đánh lui. Sau đó, Cao Tùng Hối cho quân tiến công Dĩnh châu, song bị Thứ sử Doãn Thực (尹實) đánh bại. Cao Tùng Hối bèn tuyệt giao với Hậu Hán, nương cậy Nam Đường và Hậu Thục.
Sử sách cổ sử dụng sự kiện này để nói về điểm đặc biệt của Kinh Nam. Như sử gia Âu Dương Tu của triều Tống viết trong Tân Ngũ Đại sử:
Kinh Nam đất hẹp binh nhược, là tiểu quốc nằm giữa Ngô và Sở. Khi Ngô xưng đế; Nam Hán, Mân, Sở đều theo niên hiệu của Hậu Lương, mỗi khi cống nạp đều phải mượn đường Kinh Nam. Cao Quý Hưng, Cao Tùng Hối thường chặn giữ sứ giả, đoạt lấy tài sản của họ. Đến khi các đạo gửi thư trách hoặc phát binh thảo phạt Kinh Nam, họ sẽ trả lại tài sản mà không cảm thấy hổ thẹn. Sau này, Nam Hán, Mân và Thục đều xưng đế, Tùng Hối xưng thần với họ, tận dụng lợi ích mà họ ban cho.... cho nên chư quốc đều xem là "Cao Lại Tử."

Tuy nhiên, việc tuyệt giao với Hậu Hán có nghĩa là các thương nhân và lữ khách từ Hậu Hán sẽ không còn đến Kinh Nam, khiến quốc gia trở nên nghèo khốn. Tháng 6 ÂL năm Mậu Thân (948), Cao Tùng Hối lại cho sứ giả dâng biểu tạ tội, xin được cống nạp cho Hậu Hán Ẩn Đế. Hậu Hán Ấn Đế cử sứ giả đến úy phủ Cao Tùng Hối.
Cuối năm 948, Cao Tùng Hối lâm bệnh, cho con trai là Tiết độ phó sứ Cao Bảo Dung quản lý quốc sự. Ngày Quý Mão (28) tháng 10 (tức 1 tháng 12), Cao Tùng Hối qua đời, Cao Bảo Dung làm quyền lưu hậu. Hậu Hán Ấn Đế hạ chiếu truy tặng Cao Tùng Hối chức Thượng thư lệnh, truy thụy là Văn Hiến.